# San Carlos Alzatate
San Carlos Alzatate es un municipio del departamento de Jalapa, de la Región sur-oriente de la República de Guatemala. El significado de su nombre es éste: «San Carlos»: en honor a San Carlos Borromeo y «Alzatate»: que deriva de las palabras náhuatl: “Astatl” y “Gara”: Lugar de muchas garzas.
El municipio se caracteriza por tener una gran variedad de fuentes de agua como ríos, riachuelos, zanjas, manantiales y lagunetas que rodean a todo el territorio y también atraviesan los otros municipios de Jalapa y también otros departamentos. Al sur del municipio se encuentra el volcán de Alzatate.
Después de la Independencia de Centroamérica en 1821 fue parte del departamento de Chiquimula y cuando este fue separado en tres distritos por el gobierno del general Rafael Carrera el 25 de febrero de 1848, fue adscrito al distrito de Jalapa.  Este distrito fue disuelto el 9 de octubre de 1850 y el 2 de marzo de 1860 el gobierno de Carrera elevó a Alzatate a categoría de municipio.
Finalmente, tras la Reforma Liberal de 1871, Alzatate fue adscrito al departamento de Jalapa el 24 de noviembre de 1873 por el gobierno del general Justo Rufino Barrios.

## Toponimia
Muchos de los nombres de los municipios y poblados de Guatemala constan de dos partes: el nombre del santo católico que se venera el día en que fueron fundados y una descripción con raíz náhuatl; esto se debe a que las tropas que invadieron la región en la década de 1520 al mando de Pedro de Alvarado estaban compuestas por soldados españoles y por indígenas tlaxcaltecas y cholultecas. El topónimo «Alzatate» proviene del náhuatl y quiere decir «Garza de río», debido a las abundantes aguas que había en la región. 

## División política
Tiene una extensión territorial de 25 km² convirtiéndolo en el más pequeño del departamento de Jalapa. Contiene un total de cuatro aldeas y veinte caseríos que son:
| Categoría | Listado |
| --------- | --- |
| Aldeas    | Pino Zapatón, Las Flores, Sabanetas y Tapalapa |
| Caseríos  | 1. Barrialito 2. Ciénaga 3. El Carrizal 4. El Cedral 5. El Manzanillo 6. El Matazano 7. El Tabacal 8. Laguna Verde 9. Pueblo Viejo 10. San Juan El Salitre 11. Sepulturas 12. Tierra Colorada 13. Volcán Alzatate 14. Aguijotillos 15. El Naranjo 16. El Duraznito 17. Lagunetas 18. Concepción Buena Vista 19. Zarza Negra 20. El Terrero |

## Ubicación geográfica
El municipio de San Carlos Alzatate se encuentra en el departamento de Jalapa, a una distancia de 170 kilómetros de la Ciudad de Guatemala. Sus colindancias son: 
- Sur: Casillas y San Rafael Las Flores municipios del departamento de Santa Rosa y Jutiapa, cabecera y municipio del departamento homónimo
- Oeste: Mataquescuintla, municipio del departamento de Jalapa
- Norte y este: Jalapa, cabecera y municipio del departamento homónimo[7]

|                        | Norte: Jalapa                               |              |
| Oeste: Mataquescuintla |                                             | Este: Jalapa |
|                        | Sur: Casillas San Rafael Las Flores Jutiapa |              |

## Gobierno municipal
Los municipios se encuentran regulados en diversas leyes de la República, que establecen su forma de organización, lo relativo a la conformación de sus órganos administrativos y los tributos destinados para los mismos.  Aunque se trata de entidades autónomas, se encuentran sujetos a la legislación nacional y las principales leyes que los rigen desde 1985 son:
| N.º | Ley                                                | Descripción |
| --- | -------------------------------------------------- | --- |
| 1   | Constitución Política de la República de Guatemala | Tiene una regulación legal específica para los municipios en los artículos 253 al 262. |
| 2   | Ley Electoral y de Partidos Políticos              | Ley de carácter constitucional aplicable a los municipios en el tema de la conformación de sus autoridades electas. |
| 3   | Código Municipal                                   | Decreto 12-2002 del Congreso de la República de Guatemala. Tiene la categoría de ley ordinaria y contiene preceptos generales aplicables a todos los municipios, e inclusive contiene legislación referente a la creación de los municipios.             |
| 4   | Ley de Servicio Municipal                          | Decreto 1-87 del Congreso de la República de Guatemala. Regula las relaciones entra la municipalidad y los servidores públicos en materia laboral. Tiene su base constitucional en el artículo 262 de la constitución que ordena la emisión de la misma. |
| 5   | Ley General de Descentralización                   | Decreto 14-2002 del Congreso de la República de Guatemala. Regula el deber constitucional del Estado, y por ende del municipio, de promover y aplicar la descentralización y desconcentración económica y administrativa.                                |

El gobierno de los municipios está a cargo de un Concejo Municipal mientras que el código municipal —ley ordinaria que contiene disposiciones que se aplican a todos los municipios— establece que «el concejo municipal es el órgano colegiado superior de deliberación y de decisión de los asuntos municipales […] y tiene su sede en la circunscripción de la cabecera municipal»; el artículo 33 del mencionado código establece que «[le] corresponde con exclusividad al concejo municipal el ejercicio del gobierno del municipio».
El concejo municipal se integra con el alcalde, los síndicos y concejales, electos directamente por sufragio universal y secreto para un período de cuatro años, pudiendo ser reelectos.
Existen también las Alcaldías Auxiliares, los Comités Comunitarios de Desarrollo (COCODE), el Comité Municipal del Desarrollo (COMUDE), las asociaciones culturales y las comisiones de trabajo. Los alcaldes auxiliares son elegidos por las comunidades de acuerdo a sus principios y tradiciones, y se reúnen con el alcalde municipal el primer domingo de cada mes, mientras que los Comités Comunitarios de Desarrollo y el Comité Municipal de Desarrollo organizan y facilitan la participación de las comunidades priorizando necesidades y problemas.
Los alcaldes que ha habido en San Carlos Alzate son:
- -2000: Miguel Ángel Segura Gómez
- 2000-2004: Roni Elmer Rene Vasquez Gonzalez
- 2004-2008: Ronaldo Jiménez Martínez
- 2008-2012: Genry Pérez
- 2012-2016: Genry Perez
- 2016-2020: Nelzon Donaldo Gómez Gomez
- 2020-2024: Fredi Omar García Galiano
- 2024-2028: Fredi Omar García Galiano

## Historia

### Fundación del distrito de Jalapa

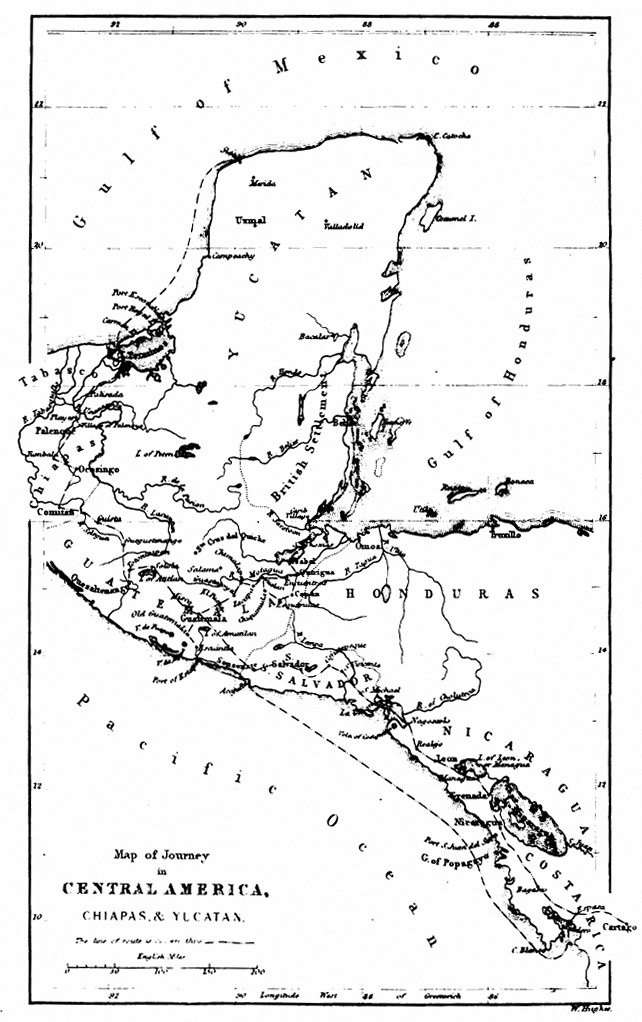
Mapa de Guatemala en 1839, elaborado por el arquitecto británico Frederick Catherwood, quien visitó Guatemala en compañía del explorador estadounidense John Lloyd Stephens en comisión del presidente de los Estados Unidos, Martin Van Buren.

La República de Guatemala fue fundada por el gobierno del presidente capitán general Rafael Carrera el 21 de marzo de 1847 para que el hasta entonces Estado de Guatemala pudiera realizar intercambios comerciales libremente con naciones extranjeras. El 25 de febrero de 1848 la región de Mita fue segregada del departamento de Chiquimula, convertida en departamento y dividida en tres distritos: Jutiapa, Santa Rosa y Jalapa.  Específicamente, el distrito de Jalapa incluyó Jalapa como cabecera, Sanarate, Sansaria, San Pedro Pinula, Santo Domingo, Agua Blanca, El Espinal, Alzatate —como se le decía entonces a San Carlos Alzatate— y Jutiapilla, quedando separado del distrito de Jutiapa por el río que salía del Ingenio hasta la laguna de Atescatempa.
Debido a que para formar los distritos de Jalapa y Jutiapa se tomaron algunos pueblos de Chiquimula y Escuintla, al suprimirse dichos distritos por el decreto del Gobierno del 9 de octubre de 1850, volvieron a los departamentos de donde se habían segregado, por lo que Jalapa, Santo Domingo y Pinula retornaron a su anterior condición de dependencia de Jutiapa.

### Creación del municipio de San Carlos Alzatate
El municipio fue creado el 2 de marzo de 1860 por el gobierno del general Rafael Carrera. Hasta entonces había formado parte del municipio de Mataquescuintla, y compartía terreno con el también nuevo municipio de San Rafael Las Flores; sin embargo debido a su gran extensión territorial los dos lugares se dividieron en dos municipios independientes de acuerdo a la demografía sus habitantes: los indígenas se quedaron en San Carlos Alzatate mientras los ladinos ocuparon el terreno del municipio de San Rafael, y se establecieron en el departamento de Santa Rosa.

### Creación del departamento de Jalapa

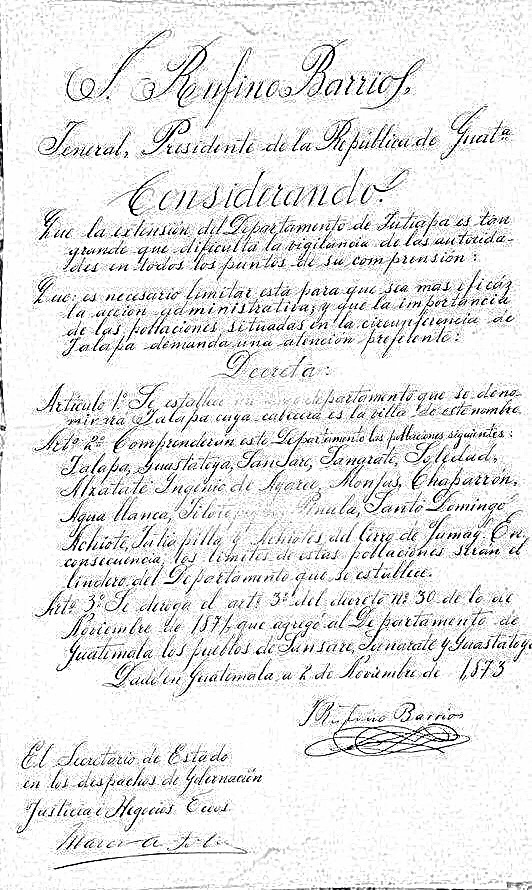
Facsímil del decreto de creación del Departamento de Jalapa en 1873.

El 24 de noviembre de 1873 se estableció el nuevo departamento de Jalapa, por Decreto número 107, siendo Presidente de la República de Guatemala el general Justo Rufino Barrios; Barrios creó el nuevo departamento debido a la gran extensión del departamento de Jutiapa, lo que dificultaba la vigilancia de las autoridades.  Alzatate fue parte del nuevo departamento, junto con Jalapa, Guastatoya, Sansare, Ingenio de Ayarce, Monjas, Chaparrón, Agua Blanca, Jilotepeque, Pinula, Santo Domingo, Achiote, Jutiapilla, y Achiotes del Cerro de Jumay.